# Aleksander Zalewski
Aleksander Zalewski (ur. 3 maja 1854 w Radziwiu, zm. 20 października 1906 we Lwowie) – polski botanik, profesor Uniwersytetu Lwowskiego. 
Studia rozpoczyna w Akademii Sztuk Pięknych w Petersburgu w 1878 wyjeżdża na Uniwersytet w Jenie, gdzie przez 2 lata studiuje botanikę. W 1880 przenosi się do Strasburga w 1883 otrzymuje stopień doktora filozofii po przedstawieniu rozprawy O powstawaniu i odpadaniu zarodników u grzybów. Autor prac z zakresu mykologii oraz fizjograficzno-florystycznych, opisujących szatę roślinną Królestwa Polskiego. W 1885 rozpoczyna starania o uzyskanie docentury botanicznej we Lwowie, które trwają 7 lat do Lwowa przenosi się w 1892. W 1903 roku zostaje mianowany profesorem nadzwyczajnym botaniki w Uniwersytecie Lwowskim. W czasie wyjazdu w lecie 1906 do Szczawnicy na wypoczynek uległ atakowi apoplektycznemu, którego skutki pozornie szybko minęły. Zmarł we Lwowie w klinice doktora Lesława Gluzińskiego w następstwie kolejnego udaru i zapalenia płuc.